# Antoni Martínez Revert
Antoni Martínez Revert   (Xàtiva, 1946) és un escriptor, editor, home de teatre, professor i historiador especialitzat en història de la tipografia i el disseny gràfic.

## Biografia
Llicenciat en filologia romànica per la Universitat de Barcelona, ocupà la càtedra de literatura espanyola en l'institut d'ensenyament secundari Josep de Ribera de Xàtiva fins a l'any 2007. Durant aquest temps va editar el setmanari La Veu de Xàtiva (1982-1983), i el 1988 va formar un grup teatral, «La Bicicleta Teatre», el qual va dirigir fins al 2018. El 2008 es va doctorar en enginyeria gràfica per la Universitat Politècnica de València; sobre disseny gràfic, i especialment sobre tipografia, ha publicat diversos estudis, i ha reivindicat insistentment la importància històrica de Blai Bellver, gran impressor xativenc injustament relegat per la historiografia.
La seua producció literària, en consonància amb el seu activisme cultural, comprén gèneres molt variats: poesia, narració, teatre, relat infantil, assaig sobre temes sociològics, històrics, sobre cultura popular, etc.

## Obres
- Mestre de cerimònies. Xàtiva: Ajuntament, 1981.
- Manual d'antic refugi. València: Associació d'amics de la Costera, 1984. ISBN 9788485525379
- El collar de la coloma: tractat sobre l'amor i els amants. València: Bullent, 1995. ISBN 9788486390796
- El príncep i la flor. (amb Artur Heras, Vicenta Cerveró i Rafael Tomàs). Alzira: Bromera, 2000. ISBN 9788476605547
- Tríptic poètic borgià. Alzira: Bromera, 2001. ISBN 9788476606176
- Ventures i desventures de Gànim ben Aiub. (amb Vicenta Cerveró, Ferran Boscà i Rafael Tomàs), Alzira: Bromera, 2001. ISBN 9788476606285
- Teatre al carrer: misteris del Corpus. Xàtiva: Ajuntament, 2006. ISBN 9788493083236
- La imprenta de Blai Bellver: el diseño gráfico y el producto impreso. València: Campgràfic, 2010. ISBN 9788496657144
- La impremta a Xàtiva: la tipografia de plom des de Blai Bellver fins als nostres dies. Xàtiva: Ajuntament, 2010. ISBN 9788493697365
- La veu de la memòria: Pep Gimeno "Botifarra". Xàtiva, 2011. ISBN 9788493083298
- Tipografía del siglo XIX en la imprenta de Blai Bellver, Xàtiva (2 vol.). València, MuVIM, 2013 ISBN 9788477956525
- Modernitat tipogràfica: imatge i paraula. València: MuVIM, 2016. ISBN 9788477957539
- Vicent Andrés Estellés de prop. València: Tirant lo Blanch, 2022. ISBN 9788419226099
- El collar de la coloma: apropament teatral a la vida d'Ibn Hazm de Còrdova , Xàtiva: Ajuntament, 2022.

Articles
- «Elements teatrals de la poesia d'Estellés». L'Aiguadolç, núm. 28, 2003, p. 153-162.
- «La modernidad tipográfica». Museu de la Impremta de València, tema 87, 4-2024.

## Premis
- Premi de narrativa Ciutat de Xàtiva 1980.
- Premi de poesia Ibn Hazm 2000.